# 县 (阿富汗)

阿富汗诸县

县（普什圖語：‎wuləswāləi，波斯語：‎），是阿富汗的第2级行政区划。1979年前，阿富汗全国有325个县。2004年，数量增长为397个。2005年，阿富汗全国有398个县。